# Gonzalo Santonja Gómez-Agero
Gonzalo Santonja Gómez-Agero (Béjar, 12 d'octubre de 1952) és un escriptor i crític literari espanyol.

## Biografia
Va néixer a Béjar, província de Salamanca, en 1952. Va ser detingut i processat durant el franquisme pel Tribunal d'Ordre Públic, va rebutjar l'exili i va tornar a Espanya. És doctor en Filologia Hispànica, diplomat en Documentació per l'Escola Nacional de Documentalistes i "Honorary Fellow in Writing" per la Universitat de Iowa (EUA), és catedràtic a la Universitat Complutense de Madrid, cofundador dels seus cursos d'estiu de l'Escorial i vicedirector durant els seus quatre primers anys. Rafael Alberti el va nomenar assessor cultural de la seva Fundació (El Puerto de Santa María, Cadis), càrrec que també ha exercit en entitats com la Societat V Centenari del Tractat de Tordesillas, Societat Estatal Lisboa 98 o Nou Mil·lenni, i en l'actualitat exerceix a la Societat Estatal de Commemoracions Culturals. Ha impulsat importants iniciatives editorials i coordina premis de poesia tan importants com el "Jaime Gil de Biedma" de la Diputació de Segòvia o el "Rafael Alberti" d'Unicaja. El 1995 va obtenir el Premi Nacional d'Assaig i el 1997 el Castella i Lleó de les Lletres. En el 2002 va ser nomenat director general de l'Institut Castellà i Lleonès de la Llengua.
Se li deuen, a més d'estudis, llibres i antologies sobre censura, literatura popular espanyola i narrativa social. En els últims anys està centrat en recerques sobre història de la Tauromàquia i els seus orígens, sol o en equip.

## Obra

### Narrativa
- Incierta memoria de las tempestades y el terremoto de 1680. Verídica historia de sus destructores efectos, así como del extraño caso que sucedió en Lisboa (1988).
- Un inventario de malas costumbres y otro de medio buenas (1993).
- El júbilo de los días. Cuatro estaciones y un intermedio (2000).
- Siete lugares. Tierras adentro (2002).

### Poesia
- Por la noche (1997; 2000)
- Pasadizos (2001).

### Assaig
- Del lápiz rojo al lápiz libre. La censura de prensa y el mundo del libro (1986).
- República de los libros. El nuevo libro popular de la II República (1989).
- Las obras que sí escribieron algunos autores que no existen (1993).
- Un poeta español en Cuba: Manuel Altolaguirre. Sueños y realidades del primer impresor del exilio (1995). Prólogo de Rafael Alberti.
- Lo que se llevaron de esta tierra (1994, 1997).
- España en sus catedrales (1996).
- De un ayer no tan lejano. Cultura y propaganda en la España de Franco durante la guerra y los primeros años del Nuevo Estado (1996).
- Al otro lado del mar. Bergamín y la Editorial Séneca (México, 1939-49), (1997).
- La insurrección literaria. La novela revolucionaria de quiosco (1905-1939), (2000). Prólogo de Alfonso Sastre.
- A la lumbre del día (2000; 2001). Notas sobre la lengua y la literatura del ladino.
- Los signos de la noche. De la guerra al exilio. Historia peregrina del libro republicano (2003).
- Elegía española: la colección Mirto Buenos Aires, 1943-1949 (2004).
- Museo de niebla (2005). Crónica del patrimonio histórico-artístico y bibliográfico del que ha sido despojado Castilla y León.
- Luces sobre una época oscura. (El toreo a pie del siglo XVII) (2010).
- Por los albores del toreo a pie. (Imágenes y textos de los siglos XII-XVII) (2012).
- La justicia del Rey (2013)